# James Clarence Mangan

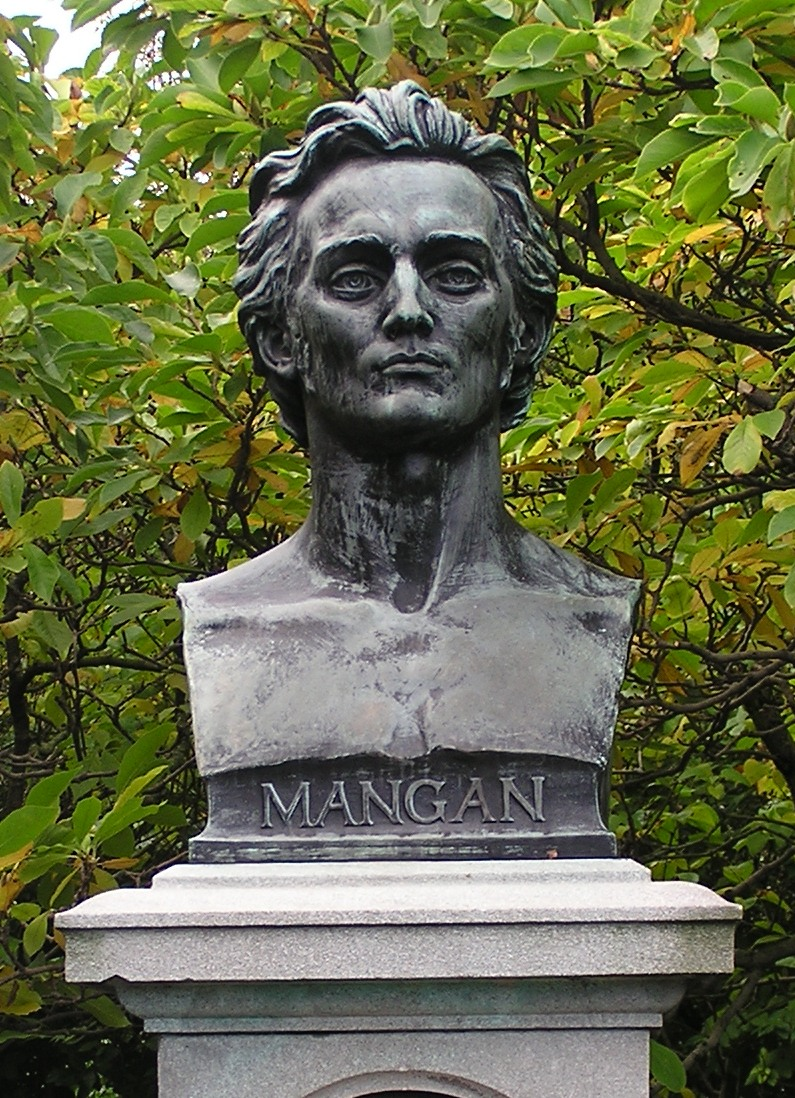
Oliver Sheppard: Mangan. Büste im Dubliner Park St. Stephen’s Green.

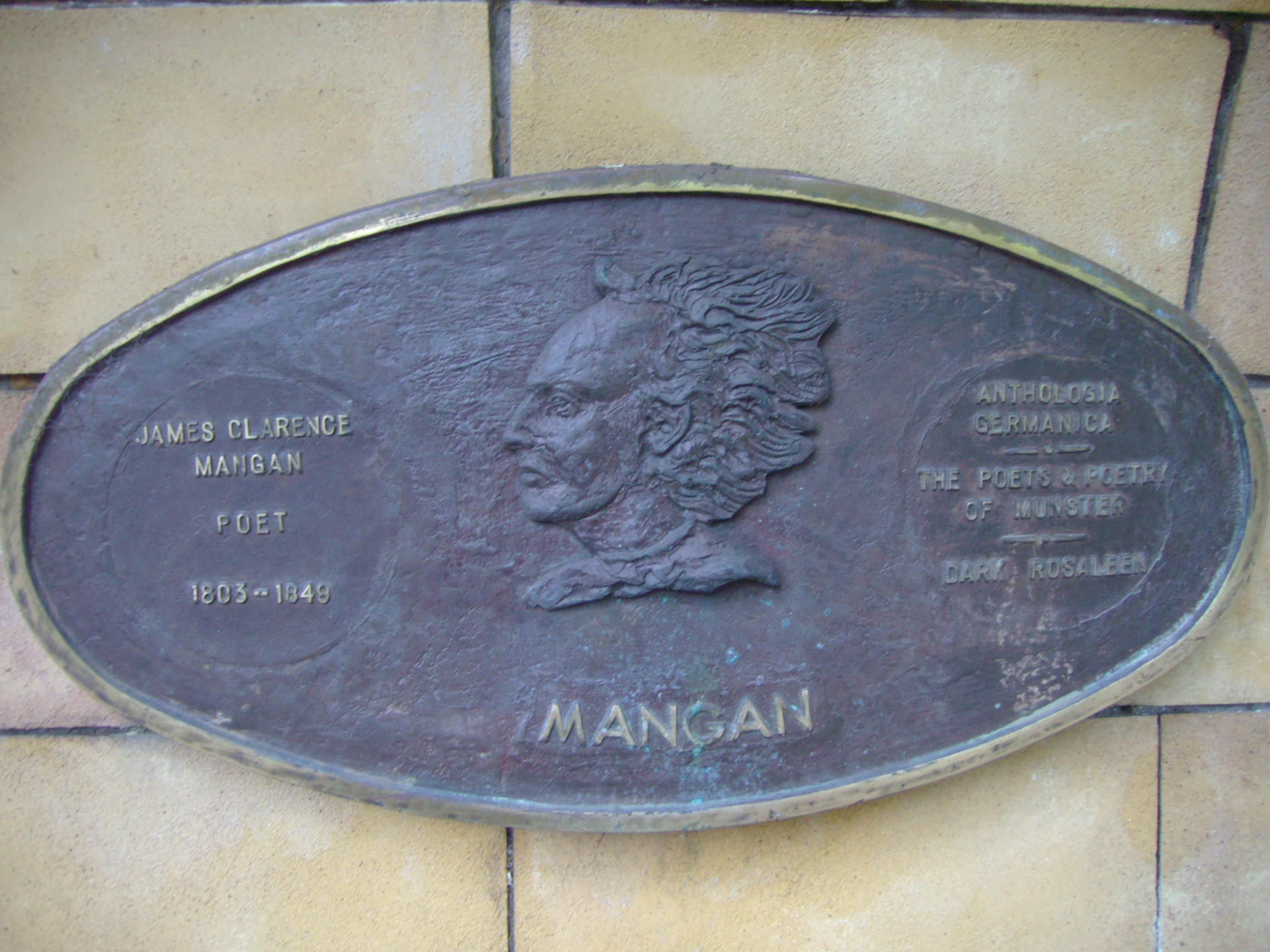
James Clarence Mangan, Plakette zur Dublin Millennium 988–1988 Literary Parade im Saint Patrick’s Park, Dublin

James Clarence Mangan (* 1. Mai 1803 in Dublin als James Mangan; † 20. Juni 1849 ebenda) war ein irischer Dichter.

## Jugendjahre
Mangans Vater war zunächst Lehrer und versuchte sich darauf mit wenig Erfolg als Lebensmittelhändler.
James besuchte eine Jesuiten-Schule. Dort erlernte er unter anderem Latein, Spanisch, Französisch und Italienisch. Bis zu seinem 15. Lebensjahr besuchte er noch zwei weitere Schulen. Frühzeitig musste James für die Familie mitverdienen. So arbeitete er als Anwaltsgehilfe, als Gehilfe in der Dubliner Stadtverwaltung und als Katalogisierer in der Dubliner Universitätsbibliothek.

## Literarischer Werdegang
Der Abdruck des ersten Gedichts aus der Feder von Mangan fällt in das Jahr 1818. Zwei Jahre später fügte Mangan seinem Namen den Vornamen Clarence bei. Deutsch eignete er sich im Selbststudium an und produzierte ab 1830 ziemlich freie Übersetzungen, etwa von Goethe. Ab 1834 veröffentlichte Mangan in der Dubliner Universitäts-Zeitschrift. Ab 1840 erschienen Übertragungen aus dem Türkischen, Persischen, Arabischen und Irischen ins Englische.
Zwar waren Mangans frühe Dichtungen zumeist unpolitisch, doch sein während der Großen Hungersnot in Irland entstandenes Spätwerk tendiert zum Nationalismus. Drei wirkungsgeschichtlich bedeutsame Werke aus jener Periode sind My Dark Rosaleen, Róisín Dubh und A Vision of Connaught in the Thirteenth Century. Mangan, opiumsüchtig und alkoholabhängig, war mit den beiden irischen Nationalisten John Mitchel und Thomas Osborne Davis befreundet. Mangans Gedichte erscheinen ab Oktober 1842 auch in dem nationalistischen irischen Wochenblatt The Nation und ab 1847 in Duffy’s Irish Catholic Magazine. Auf Anraten seines Freundes, des Geistlichen Pater Charles Patrick Meehan, schrieb der Dichter – wahrscheinlich gegen Ende seines Lebens – eine kurze Autobiographie. Diese blieb unvollendet und wurde im Mai 1849 im Dublin University Magazine publiziert. Eine „zu Ende geschriebene“ Version tauchte 2001 in Dublin auf, erwies sich jedoch als Fälschung.
Mangan war einsam und schwierig. Er litt unter Depressionen und irrationalen Ängsten. Der Exzentriker zeigte sich in der Öffentlichkeit in einem langen Mantel. Dazu trug er eine grüne Brille und eine blonde Perücke. Im Alter von 46 Jahren erlag der in Armut lebende Dichter, geschwächt durch Hunger und Alkohol, der Cholera. Mangan liegt auf dem Friedhof Glasnevin Cemetery begraben.
Der Nachlass des Dichters wird in der Irischen Nationalbibliothek, der Royal Irish Academy und in den Archiven des Trinity College Dublin bewahrt.

## Wirkung
Die Zeit überdauert haben Mangans Gedichte My Dark Rosaleen, Siberia, Nameless One, A Vision of Connaught in the Thirteenth Century, The Funerals, To the Ruins of Donegal Castle, Pleasant Prospects for the Land-eaters und Woman of Three Cows. 
John Mitchel schrieb nach dem Tode Mangans eine Biographie des Dichters. Jahre 1884 erschien Pater C. P. Meehans Lebensbeschreibung Mangans.
William Butler Yeats zählte Mangan neben Thomas Osborne Davis und Samuel Ferguson zu den besten irischen Dichtern. James Joyce schrieb einen brillanten Mangan-Essay. Dieser verdient besondere Aufmerksamkeit, da Joyce bedachtsam mit irischen Literaturtraditionen, also seinen Vorgängern, umging.
Von den neueren irischen Autoren hat Mangan unter anderem beeinflusst: Thomas Kinsella, Michael Smith, James McCabe und David Wheatley. Der Songwriter und Sänger Shane MacGowan ließ sich von Mangan nicht nur zu neuen Werken inspirieren, sondern auch zu seinem Lifestyle. Der Ire Brian Moore veröffentlichte 1979 den Roman Mangans Vermächtnis.